# 德川齊脩
德川齊脩（日语：／ Tokugawa Narinobu；1797年4月12日—1829年10月31日）乳名榮之允、鶴千代；諡号哀公；字子誠；号鼎山、天然子、信天翁、瓢亭。他是常陸國水戶藩第8代藩主，第7代藩主德川治紀的長子。官位為從三位權中納言。正室是第11代將軍德川家齊的七女峰姬。

## 生平

### 幼年與藩政前期
德川齊脩在江戶小石川藩邸出生，母親是側室小池氏。年少表現聰明，也有出色的文采。
享和三年（1803年），7歲的他與將軍德川家齊的第七女峰姬（當時4歲）訂立婚約，到文化十一年（1814年）結婚。
文化十三年（1816年）父親治紀逝世，20歲的他繼承家督與藩主的位置。

### 繼嗣問題與逝世
文政六年（1823年），正室峰姬並未為他留下血脈就去世了。齊脩的四位異母弟中，1人早逝、2人（松平賴恕、松平賴筠）出繼支藩，只有三弟虎三郎（敬三郎、紀教，即齊昭）留下來。
文政十一年（1828年），門閥派以養嗣子的身分迎接第十一代將軍德川家齊的二十子恆之丞（後來的德川齊彊）來做藩主，因為恆之丞為齊修的正室峰姬的異母弟。不過，水戶藩士猛烈反彈，下士層擁立虎三郎。
文政十二年（1829年）九月，齊脩病情惡化，到十月初一，40名擁立敬三郎藩士私自的迎立敬三郎，令形勢變得緊張，而齊脩就在十月初四逝世，享年33歲。
不久，立敬三郎作養子的遺書被發現，繼嗣問題獲解決、在幕府許可下敬三郎改名齊昭繼承家督。